# 회원동
회원동(檜原洞)은 경상남도 창원시 마산회원구의 행정동 및 법정동이다. 1969년부터 1975년까지 도시구획정리사업을 시행하였으며 중앙로와 북성로의 간선도로가 관통하는 교통의 요충지이며 주택 밀집지역이다.

## 개요
무학산의 산록 완산면에 위치하며 본래 합포현의 지역으로 조선 태종때 창원부에 편입되고 1910년 마산부제 실시에 따라 마산부 내서면에 편입, 1914년 행정구역 통합에 따라 ‘회원리’로 칭하고 창원군에 속했다가 다시 마산부에 편입, 현재 회원 1, 2동이 있고 무학산에서 발원하는 회원천 하곡을 따라 발달하였다.
- 1943년 10월 1일 창원군 내서면에서 마산부로 편입[1]
- 1947년 7월 20일 회원동으로 개칭[2]
- 1970년 1월 1일 회원1, 2동으로 분동[3]

## 교육
- 교동초등학교
- 마산여자중학교
- 마산동중학교
- 마산무학여자중학교
- 마산무학여자고등학교

## 주거
아파트
- 대림산업 e편한세상 창원 파크센트럴 (회원동) : 입주미정.
- 롯데건설 창원 롯데캐슬 프리미어 (회원동) : 2020년 7월 입주.